# Soissons-sur-Nacey
Pour l’article ayant un titre homophone, voir Soisson.
Pour les articles homonymes, voir Soissons.
Soissons-sur-Nacey est une commune française située dans le canton d'Auxonne du département de la Côte-d'Or en région Bourgogne-Franche-Comté.

## Géographie

### Climat
Pour des articles plus généraux, voir Climat de la Bourgogne-Franche-Comté et Climat de la Côte-d'Or.
En 2010, le climat de la commune est de type climat des marges montargnardes, selon une étude du Centre national de la recherche scientifique s'appuyant sur une série de données couvrant la période 1971-2000. En 2020, Météo-France publie une typologie des climats de la France métropolitaine dans laquelle la commune est exposée à un climat semi-continental et est dans la région climatique  Bourgogne, vallée de la Saône, caractérisée par un bon ensoleillement (1 900 h/an), un été chaud (18,5 °C), un air sec au printemps et en été et des vents faibles. 
Pour la période 1971-2000, la température annuelle moyenne est de 10,5 °C, avec une amplitude thermique annuelle de 18 °C. Le cumul annuel moyen de précipitations est de 917 mm, avec 11,8 jours de précipitations en janvier et 8,3 jours en juillet. Pour la période 1991-2020, la température moyenne annuelle observée sur la station météorologique de Météo-France la plus proche, « Dole », sur la commune de Dole à 19 km à vol d'oiseau, est de 11,6 °C et le cumul annuel moyen de précipitations est de 1 023,0 mm,. Pour l'avenir, les paramètres climatiques de la commune estimés pour 2050 selon différents scénarios d'émission de gaz à effet de serre sont consultables sur un site dédié publié par Météo-France en novembre 2022.

## Urbanisme

### Typologie
Au 1er janvier 2024, Soissons-sur-Nacey est catégorisée commune rurale à habitat dispersé, selon la nouvelle grille communale de densité à 7 niveaux définie par l'Insee en 2022.
Elle est située hors unité urbaine. Par ailleurs la commune fait partie de l'aire d'attraction de Dijon, dont elle est une commune de la couronne,. Cette aire, qui regroupe 333 communes, est catégorisée dans les aires de 200 000 à moins de 700 000 habitants,.

### Occupation des sols
L'occupation des sols de la commune, telle qu'elle ressort de la base de données européenne d’occupation biophysique des sols Corine Land Cover (CLC), est marquée par l'importance des territoires agricoles (54,8 % en 2018), une proportion sensiblement équivalente à celle de 1990 (55,3 %). La répartition détaillée en 2018 est la suivante : 
forêts (37 %), terres arables (33,6 %), prairies (19,5 %), zones urbanisées (5,3 %), milieux à végétation arbustive et/ou herbacée (2,9 %), zones agricoles hétérogènes (1,7 %). L'évolution de l’occupation des sols de la commune et de ses infrastructures peut être observée sur les différentes représentations cartographiques du territoire : la carte de Cassini (XVIIIe siècle), la carte d'état-major (1820-1866) et les cartes ou photos aériennes de l'IGN pour la période actuelle (1950 à aujourd'hui).

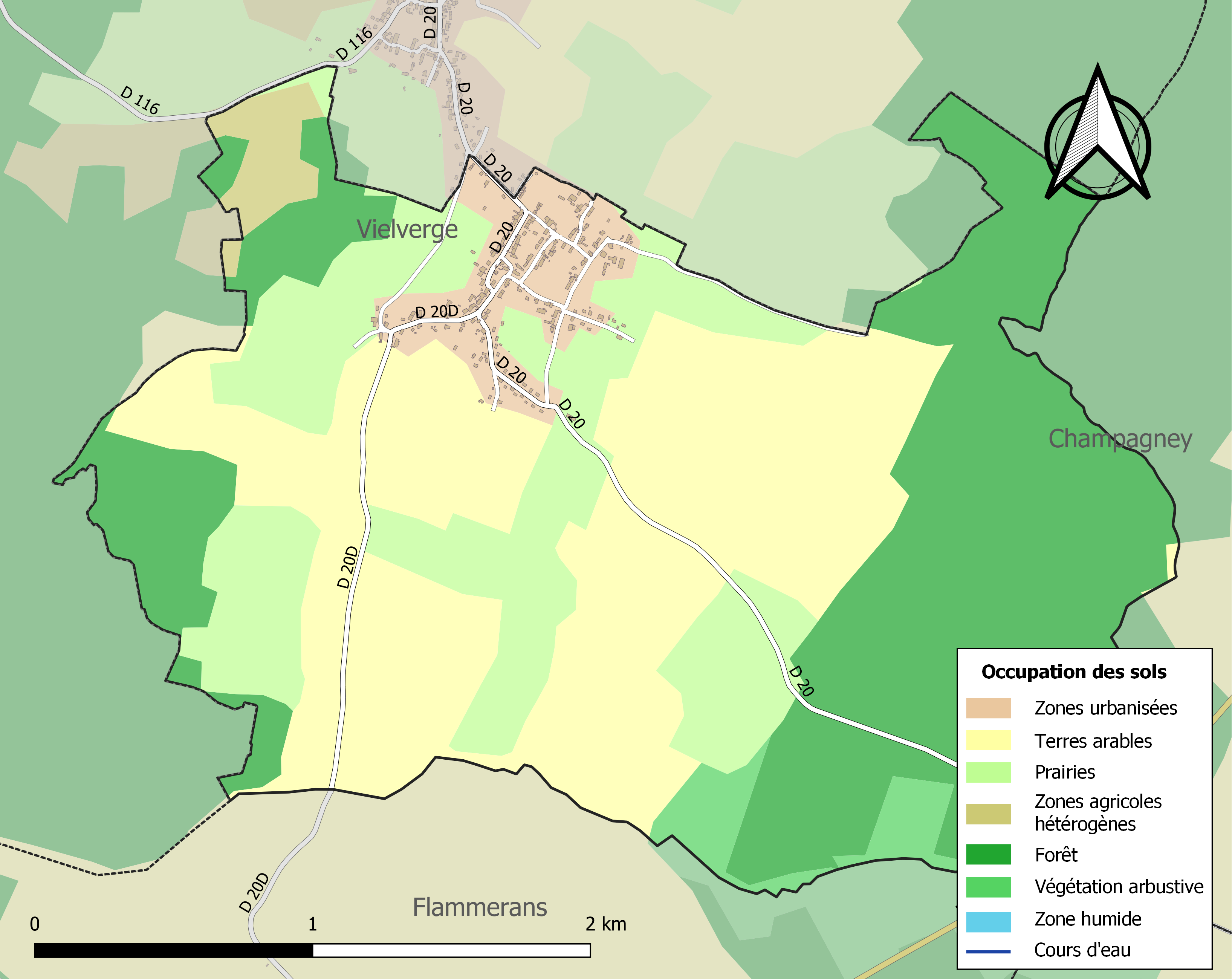
Carte des infrastructures et de l'occupation des sols de la commune en 2018 (CLC).

## Histoire
C’était pendant des siècles un village essentiellement agricole. Son économie était basée sur son territoire : autour du village, des terres agricoles et à l’est, la vaste forêt communale qui nourrissait les porcs, fournissait le bois et le gibier.
L'église de Soissons-sur-Nacey, achevée fin XIXe, de style roman s'est vue offrir un nouveau toit pour son clocher en 2012. Ce clocher est de style franc-comtois, avec un dôme à l’impériale habillé d’écailles de zinc, dans le respect de la forme originale. La flèche, elle aussi revêtue de métal, est surmontée de l’ancienne croix restaurée, tandis que le coq, trop abîmé, a été rangé à la mairie, faisant désormais partie des antiquités communales. Un nouveau coq “Oiseau de lumière” et symbole de résurrection a été façonné par l’un des artisans compagnons de l’entreprise.
L’église de Soissons est vouée à la nativité de la Vierge dont la célébration a lieu le 8 septembre. Son clocher dressé vers le ciel sert de repère pour le voyageur indécis, mais aussi pour les habitants. Un ancien agriculteur se souvient du clocher comme d’un guide alors qu’il se trouvait dans la plaine avec son attelage de chevaux refusant d’avancer. Perdu dans un épais brouillard, il retrouva son chemin en se guidant au son des cloches.
La construction de l’église s’est achevée en 1844 et elle est le fruit d’un mouvement des habitants, voulant se séparer de la commune de Vielverge et devenir une paroisse autonome. L’église a été dressée sur l’emplacement d’une ancienne chapelle dont l’origine se perd dans la nuit des temps. D’une superficie de 130 m2 et de 5 mètres de haut, cette chapelle est confisquée à la Révolution française, puis vendue à un particulier en 1798 au titre de biens nationaux. En 1818, la commune veut la racheter mais le préfet s’y oppose. En 1839, Soissons est enfin établie “paroisse” et la demande des habitants devient légitime. À cette époque, la commune compte cinq cents habitants (362 en 2015). Au dire de certains, la charpente du clocher aurait été construite directement à partir du bois d’un chêne de la forêt communale.
Le Nacey alimentait autrefois le moulin dont on ne distingue aujourd'hui plus que ses ruines. Le moulin était situé dans une des seules fermes qui subsiste à ce jour.
Le centre du village comportait aussi un café laissé à l'abandon, puis détruit après un incendie.
La population étant majoritairement composée de retraités, la mairie ne consacre que peu son budget aux jeunes. La plupart des actifs vont travailler dans les villes et bourgs voisins. Les nombreux lotissements, récemment construits, ont attiré une population rajeunie qui justifie le maintien de la classe maternelle (partie du RPI Soissons-Flammerans).

## Politique et administration
| Période                                  | Période   | Identité            | Étiquette | Qualité                   |
| ---------------------------------------- | --------- | ------------------- | --------- | ------------------------- |
| 1983                                     | mars 1989 | Marcel Saillard     |           | Agriculteur               |
| mars 1889                                | mars 2001 | M. Umberto Barcatta |           | Entrepreneur en carrelage |
| mars 2001                                | mars 2008 | M. Alain Amiot      |           | Militaire aviateur        |
| mars 2008                                |           | Mme Alice Barthez   |           |                           |
| mai 2020                                 | 2026      | Gabriel Deloge      |           | Éducateur spécialisé      |
| Les données manquantes sont à compléter. |           |                     |           |                           |

## Démographie
L'évolution du nombre d'habitants est connue à travers les recensements de la population effectués dans la commune depuis 1793. Pour les communes de moins de 10 000 habitants, une enquête de recensement portant sur toute la population est réalisée tous les cinq ans, les populations de référence des années intermédiaires étant quant à elles estimées par interpolation ou extrapolation. Pour la commune, le premier recensement exhaustif entrant dans le cadre du nouveau dispositif a été réalisé en 2007.

En 2022, la commune comptait 357 habitants, en évolution de −1,11 % par rapport à 2016 (Côte-d'Or : +0,82 %, France hors Mayotte : +2,11 %).
| 1793 | 1800 | 1806 | 1821 | 1836 | 1841 | 1846 | 1851 | 1856 |
| ---- | ---- | ---- | ---- | ---- | ---- | ---- | ---- | ---- |
| 462  | 489  | 493  | 466  | 481  | 498  | 483  | 480  | 472  |

| 1861 | 1866 | 1872 | 1876 | 1881 | 1886 | 1891 | 1896 | 1901 |
| ---- | ---- | ---- | ---- | ---- | ---- | ---- | ---- | ---- |
| 467  | 477  | 470  | 449  | 450  | 412  | 380  | 350  | 306  |

| 1906 | 1911 | 1921 | 1926 | 1931 | 1936 | 1946 | 1954 | 1962 |
| ---- | ---- | ---- | ---- | ---- | ---- | ---- | ---- | ---- |
| 312  | 323  | 260  | 258  | 224  | 212  | 224  | 230  | 203  |

| 1968 | 1975 | 1982 | 1990 | 1999 | 2006 | 2007 | 2012 | 2017 |
| ---- | ---- | ---- | ---- | ---- | ---- | ---- | ---- | ---- |
| 199  | 212  | 221  | 216  | 259  | 298  | 303  | 350  | 360  |

| 2022 | - | - | - | - | - | - | - | - |
| ---- | - | - | - | - | - | - | - | - |
| 357  | - | - | - | - | - | - | - | - |

## Lieux et monuments
Les lieux notables du petit village de Soissons-sur-Nacey se situent essentiellement au centre de celui-ci.
Ainsi, la place de la mairie regroupe l'église, le monument aux morts, l'école maternelle, la mairie et le seul arrêt de bus du village.
La salle des fêtes située sur les hauteurs à l'est du village a été construite sur la base d'un ancien hangar agricole.
En face de cette salle, se trouve la gîte du Nacey.

## Héraldique
| Blason de Soissons-sur-Nacey | Blason  | Coupé : au 1er mi-coupé d'azur au lion d'argent, à la bordure de gueules, au 2e d'or à la fasce ondée d'azur. |
| Blason de Soissons-sur-Nacey | Détails | Le statut officiel du blason reste à déterminer.                                                              |

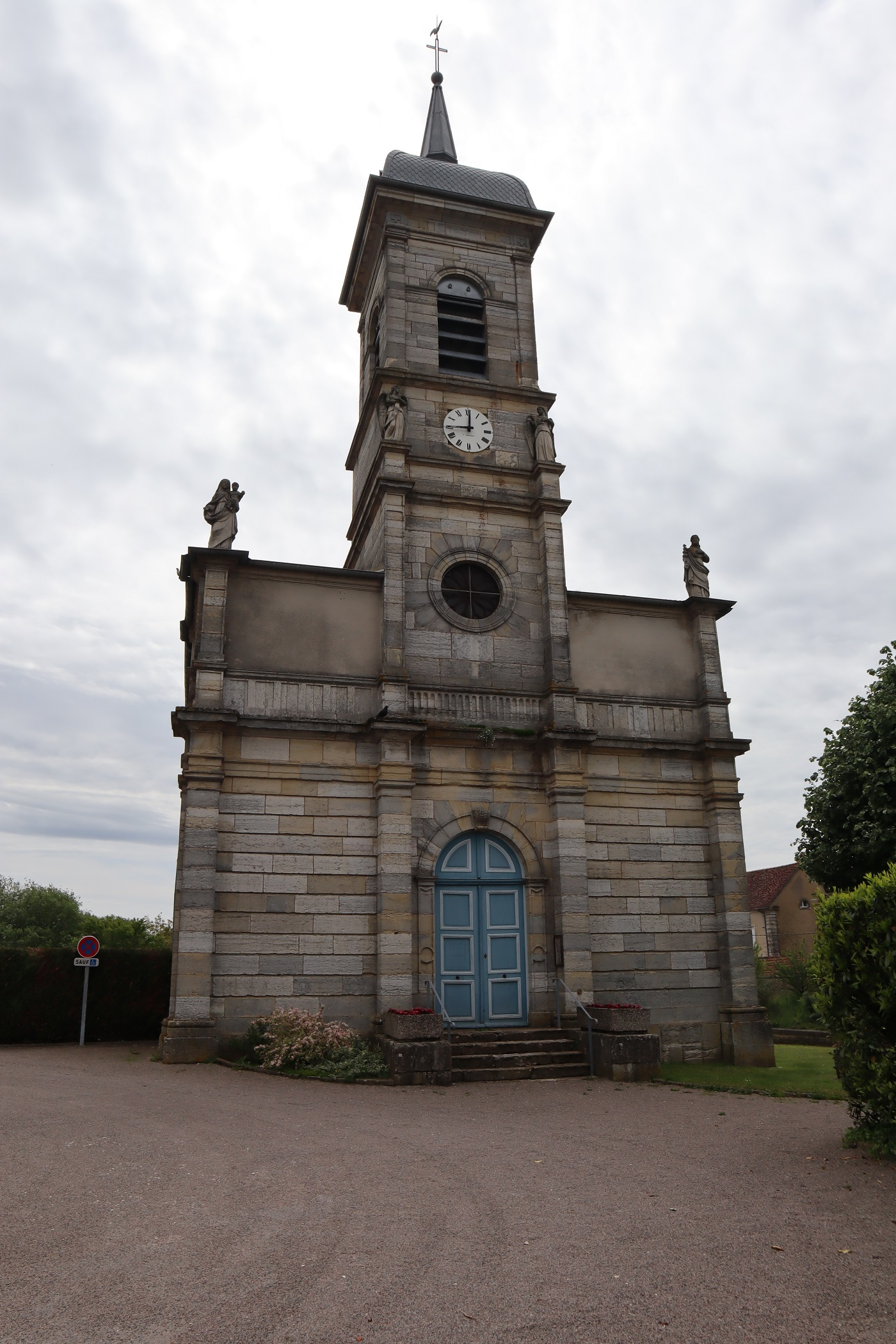
Église paroissiale de la Nativité.
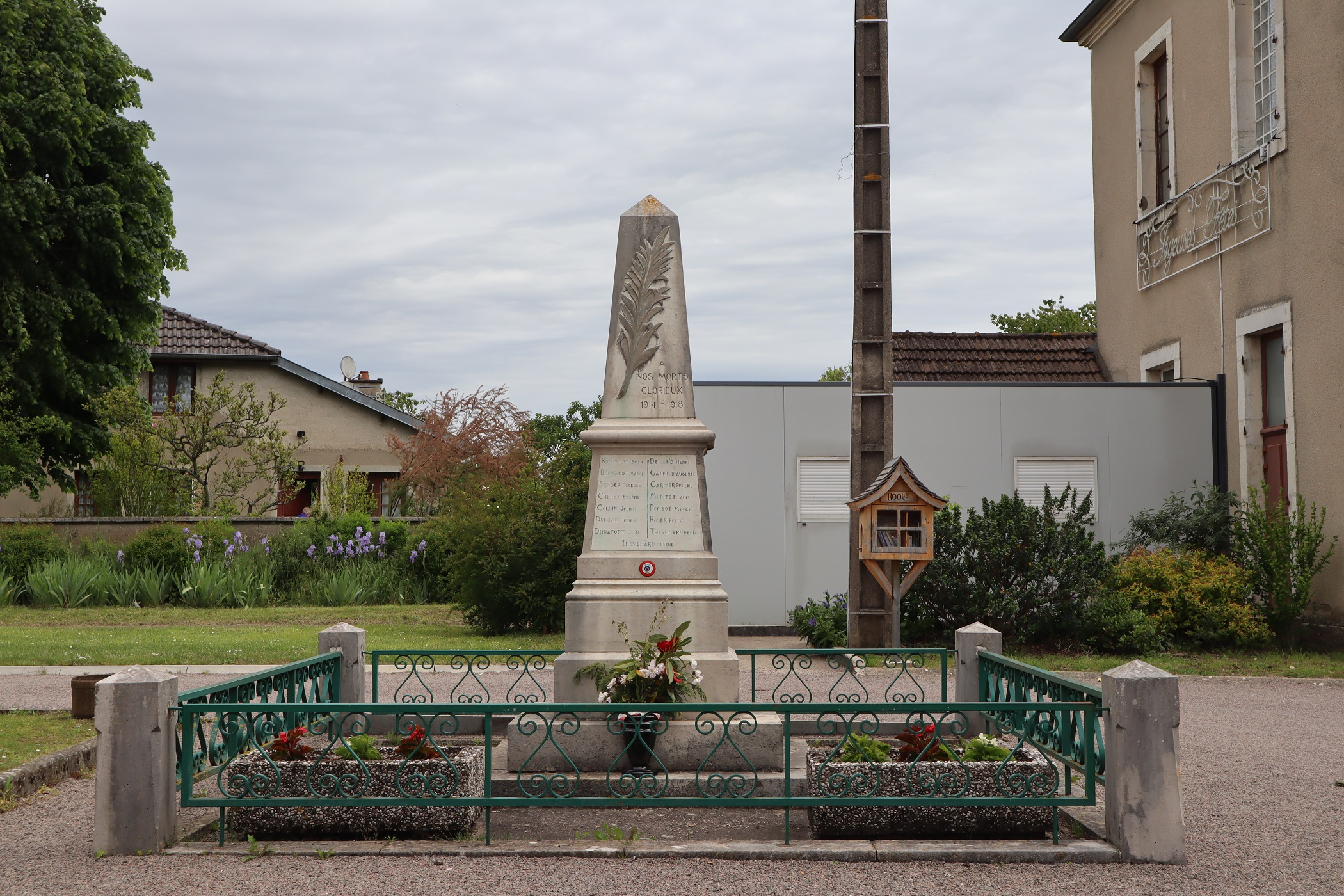
Monument aux morts.